# Freddy Daniël
Freddy Daniël is een Surinaams politicus. Hij was districtscomissaris van Para en Marowijne en is dat van eind 2018 tot 2020 van Marowijne-Noordoost.

## Biografie
Daniël was van 1999 tot 2016 adjunct-districtscommissaris in dienst van het ministerie van Regionale Ontwikkeling. Aan het begin van de jaren 2010 was hij hoofd van de sectie Onderhoud van bermen en pleinen van de afdeling Milieu en Gezondheid. In deze jaren coördineerde hij een reclasseringsproject in het district Para waarbij een groep gedetineerden uit de inrichting Santo Boma onderhoudswerk in de buitenlucht uitvoerden.
Aan het begin van 2016 werd Daniël benoemd tot districtscommissaris van Para en in november 2016 werd hij overgeplaatst naar Marowijne. Hier volgde hij Theo Sondrejoe op die een jaar eerder was overleden. Voorafgaand aan zijn intrek in de kantoren in Albina en Moengo voerde Daniël eerst traditionele rituelen uit. In 2017 was hij onderwerp van debat in De Nationale Assemblée omdat hij boothouders beboette die de grenssluiting hadden overtreden.
Tijdens de reshuffle van districtscommissarissen in oktober 2018 werd het district Marowijne opgedeeld in Noordoost (Albina) en Zuidwest (Moengo). Hierbij behield Daniël het gebied in Noordoost.
Op 5 maart 2020, ruim een week voor de eerste besmetting met corona in Suriname werd vastgesteld, was er verwarring over de sluiting van de grens met Frans-Guyana. Daniël kondigde deze af en minister van Volksgezondheid, Antoine Elias, herriep deze nog dezelfde dag. Toen op 13 maart de eerste besmetting werd vastgesteld, werd de Marowijnerivier alsnog voor reizigers uit het Frans-Guyana gesloten. Hij werd opgevolgd door Clyde Hunswijk. 